# Masaaki Furukawa
Masaaki Furukawa (jap. 古川 昌明, Furukawa Masaaki; * 28. August 1968 in der Präfektur Chiba) ist ein ehemaliger japanischer Fußballspieler.

## Karriere
Furukawa erlernte das Fußballspielen in der Schulmannschaft der Ichihara Midori High School. Seinen ersten Vertrag unterschrieb er 1989 bei Honda FC. Der Verein spielte in der höchsten Liga des Landes, der Japan Soccer League. 1990 wechselte er zu Honda Luminozo Sayama FC. 1992 wechselte er zum Erstligisten Kashima Antlers. Im September 1998 wurde er an den Erstligisten Avispa Fukuoka ausgeliehen. 1999 kehrte er zu den Kashima Antlers zurück. Mit ihnen wurde er 1996, 1998 und 2000 japanischer Meister. Für den Verein absolvierte er 125 Erstligaspiele. Ende 2000 beendete er seine Karriere als Fußballspieler.

## Erfolge
Kashima Antlers
- J1 League

Meister: 1996, 1998, 2000
Vizemeister: 1993, 1997
- J.League Cup

Sieger: 1997, 2000
Finalist: 1999
- Kaiserpokal

Sieger: 1997, 2000
Finalist: 1993